# Алимахов, Абдула Магомедгаджиевич
Абдула Магомедгаджиевич Алимахов (1906 год, Акуша (ныне Акушинский район), Дагестан, Российская империя — 1952 год, Акуша, Акушинский район, Дагестанская АССР, РСФСР, СССР) — советский животновод, Герой Социалистического Труда.

## Биография
Аварец. С детства пас лошадей. После создания в родном селе колхоза имени Ленина стал работать в нём табунщиком. В годы Великой Отечественной войны колхоз поставлял для нужд фронта верховых и рабочих лошадей.
В 1947 году Алимханов от 70 кобыл получил и вырастил 70 жеребят. 15 сентября 1948 года за успехи в труде был удостоен звания Героя Социалистического Труда с вручением ордена Ленина и золотой медали «Серп и Молот». Впоследствии также был награждён рядом других медалей.
В 1952 году скончался в родном селе, где и был похоронен.